# Maléfique (film, 2014)
Cet article concerne le film de Robert Stromberg. Pour le film d'Éric Valette, voir Maléfique.
Pour les articles homonymes, voir Maléfique.
Série
Maléfique : Le Pouvoir du mal
(2019)
Pour plus de détails, voir Fiche technique et Distribution.
Maléfique (Maleficent) est un film de fantasy américain en 3D réalisé par Robert Stromberg, sorti en 2014. Il s'agit du 5e « remake live action » des Studios Disney. Il raconte l'histoire de Maléfique, la méchante sorcière de La Belle au bois dormant (1959). Il s'agit à la fois d'un film dérivé et d'une réadaptation du film d'animation La Belle au bois dormant.
Le film met en scène Maléfique qui place cruellement une malédiction irrévocable sur la Princesse Aurore, l'enfant et l'unique fille du roi Stéphane et de la reine Oriane. Elle était tombée amoureuse du roi Stéphane, qui n'a pas hésité à la renier pour l'intérêt économique, à savoir épouser une reine avec une dot. Le cœur brisé, anéantie, la jeune femme ressent une telle haine qu'elle va abuser de ses pouvoirs de sorcière. À l'aube de ses seize ans, Aurore se piquera au fuseau d'un rouet et sera endormie pour toujours. Seul un baiser d'amour sincère la délivrera. Lorsqu'Aurore grandit, elle est prise au milieu du conflit bouillonnant entre le royaume de la Lande qu'elle a appris à aimer et le royaume des humains qui détient son héritage. Maléfique se rend alors compte qu'Aurore détient la clef de son cœur et de la paix entre les deux royaumes. Elle tente, sans succès, de lever la terrible malédiction qui pèse sur Aurore, ce qui l'oblige à prendre des mesures drastiques qui changeront pour toujours ces deux mondes.

## Synopsis
Dans un pays séparé en deux, chaque partie vivant dans l'hostilité de l'autre : d'un côté le Royaume des hommes, terre de cupidité, de misère et de violence, et de l'autre la Lande, territoire sauvage peuplée de créatures magiques vivant en paix et en harmonie. Parmi elles, une jeune fée ailée avec des ailes d'aigle, nommée Maléfique, qui mène une vie tranquille avec ses compagnons de la Lande, loin des humains, de leur brutalité et de leur jalousie.
Un jour, un jeune garçon humain, Stéphane, s'introduit dans la Lande pour y voler une pierre précieuse. Maléfique, aidée des gardiens de la Lande, l'arrête, puis le raccompagne chez lui, en parlant avec lui de leurs vies respectives. Les jours suivants, Stéphane revient dans la Lande voir Maléfique, et les deux jeunes gens deviennent rapidement amis, amitié  pourtant contraire à la rancœur entretenue habituellement entre fées et hommes. Peu à peu, leur amitié cède la place à l'amour, et ils s'embrassent le jour du seizième anniversaire de Maléfique, Stéphane assurant à celle-ci qu'il s'agissait d'un baiser d'amour sincère.
Les années passent, et Maléfique grandit. Devenue adulte, elle protège la Lande contre les intrusions humaines ; elle n'a plus revu Stéphane depuis des années. Elle pense souvent à lui, en se demandant où il pouvait bien être, et pourquoi il ne revenait pas. Mais un jour, le roi Henri, seigneur du royaume des humains, envahit la Lande pour la piller et la détruire. Maléfique s'interpose alors et, aidée des gardiens de la Lande, repousse férocement l'armée humaine ; durant la bataille, le roi Henri est grièvement blessé par Maléfique. De retour chez les hommes, le roi se sent mourir, et, n'ayant pas d'héritier, annonce à ses serviteurs que celui qui vengera sa mort en tuant Maléfique lui succédera sur le trône. Parmi ses serviteurs, se tient Stéphane.
Celui-ci, après l'annonce du roi Henri sur son héritier, galope jusqu'à la Lande, où il retrouve Maléfique, après des années de séparation. Maléfique ne pense qu'à son bonheur de retrouver l'homme qu'elle aime, mais Stéphane, corrompu par l'envie et l'orgueil, n'a qu'une idée en tête : devenir le successeur du roi Henri. Aussi, lorsque Maléfique s'endort, il dégaine son poignard et s'apprête à transpercer la fée, mais ne peut finalement se résoudre à tuer son amour d'enfance ; il lui tranche alors les ailes, qu'il apportera comme preuve de la mort de Maléfique au roi. À l'aube, Maléfique se réveille avec une épouvantable douleur au dos. Elle se rend compte de la triste réalité : elle n'a plus ses ailes, et Stéphane, lui, est parti avec.
Stéphane se rend chez le roi Henri, à qu'il annonce qu'il a vengé son souverain. Quelque temps après, Stéphane est sacré roi, et épouse la jeune et belle Princesse Oriane, la fille unique du roi Henri. De son côté, Maléfique sauve un corbeau qu'un paysan allait battre à mort, en transformant l'oiseau en homme ; le paysan épouvanté s'enfuit, laissant là le corbeau devenu humain. Ce dernier se présente sous le nom de Diaval, et annonce à Maléfique qu'il lui obéira désormais, en signe de gratitude pour son sauvetage. Dès lors, Diaval devient le serviteur, le compagnon et l'espion de Maléfique.
Un beau jour, la reine Oriane, la femme du roi Stéphane, tombe enceinte, et donne naissance neuf mois plus tard à une petite fille, la princesse Aurore. Ses parents, le Roi Stéphane et sa femme, la Reine Oriane, organisent alors une fête en l'honneur de leur fille la princesse Aurore, et invitent trois bonnes fées-marraines, nommées Hortense, Capucine et Florette, à faire des dons à la petite princesse Aurore. Mais Maléfique, prévenue de la cérémonie grâce à Diaval, fait son apparition, et jette un mauvais sort sur Aurore : à ses seize ans, la princesse se piquera le doigt au fuseau d'un rouet et s'endormira pour l'éternité. Stéphane supplie Maléfique de renoncer à sa malédiction ; pour se venger, Maléfique adoucit ironiquement le sort en déclarant que seul un baiser d'amour sincère réveillera Aurore, faisant allusion au mensonge de Stéphane sur leur premier baiser. Sur ce, elle quitte le château, laissant Stéphane complètement désemparé.
Ce dernier ordonne qu'on attaque la Lande et qu'on retrouve Maléfique. Cependant, celle-ci a dressé une barrière de ronces géantes sur la frontière entre le pays des hommes et la Lande, et les armées de Stéphane ne parviennent pas à franchir cet obstacle. Stéphane décide également de rassembler tous les rouets du royaume en un même lieu secret, au château, et de confier Aurore aux trois fées, qui s'installent avec le bébé dans la forêt et se transforment en paysannes pour se dissimuler de Maléfique ; elles devront ramener Aurore au château une fois son seizième anniversaire passé.
Et seize années passent. Aurore grandit avec celles qu'elle prend pour ses tantines, qui se sont rapidement avérées être maladroites et incapables d'élever un enfant. Ceux qui aidèrent le bébé à vivre et à grandir furent Diaval et Maléfique, qui avaient découvert la cachette des trois fées et d'Aurore et les espionnaient. Un jour, Aurore finit par rencontrer Maléfique, qu'elle avait déjà aperçue de loin, et la prend immédiatement en sympathie, malgré la froideur que la fée lui témoigne au premier abord ; la jeune fille ignore tout de ses origines royales et de la malédiction qui pèse sur elle. Aurore se met à rendre souvent visite à Maléfique dans la Lande, où elle s'amuse et se distrait avec la fée, Diaval et les autres créatures de la Lande. Peu à peu, Maléfique va se prendre d'une forte affection pour Aurore, et tente un soir de révoquer le sort qu'elle a lancé sur la jeune fille, en vain.
La veille de son anniversaire, Aurore annonce à Hortense, Florette et Capucine qu'elle veut aller vivre dans la Lande. Furieuses, les trois bonnes fées se trahissent alors, et révèlent son histoire à Aurore, qui court rejoindre Maléfique dans la Lande. En pleurs, elle comprend que la fée qu'elle aime tant et celle qui l'a maudite alors qu'elle n'était qu'une enfant ne sont qu'une seule et même personne : Maléfique. Aurore s'enfuit alors, et retourne au château de son père. Pour la sécurité de sa fille, le roi la fait enfermer dans sa chambre. Maléfique, craignant pour sa protégée, capture un cavalier qui passait par là, le prince Philippe (qui avait déjà rencontré Aurore par hasard, dans la forêt), et l'emmène avec elle et Diaval (transformé en cheval) vers le château de Stéphane. Mais Aurore, qui a déjà rejoint le château, découvre la pièce où tous les rouets sont entreposés. Un rouet magique se forme devant elle et elle se pique le doigt avec le fuseau avant que Maléfique n'arrive pour l'en empêcher.
Pendant ce temps, les trois bonnes fées ont volé jusqu'au château, pour découvrir la princesse Aurore endormie pour toujours. Menacées par le roi Stéphane, elles doivent trouver un prince pour embrasser la princesse. Juste à ce moment, Maléfique et Diaval, qui se sont infiltrés dans le château, font rentrer le prince Philippe, qui rencontre les trois bonnes fées. Celles-ci lui demandent alors d'embrasser Aurore, mais le baiser du prince Philippe est sans résultat ; il connaît à peine Aurore et ne peut pas l'aimer sincèrement. Les trois bonnes fées repoussent alors le prince Philippe et quittent la pièce. Restée seule avec Aurore et Diaval, qui demeure caché derrière le paravent, Maléfique s'approche d'Aurore, les larmes aux yeux, lui exprime son malheur et ses regrets, puis l'embrasse sur le front ; et c'est là qu'Aurore se réveille, sous l'amour sincère de Maléfique.
Maléfique, Aurore et Diaval cherchent à fuir le château, mais tombent dans une embuscade menée par le roi Stéphane, le père d'Aurore. Maléfique, capturée, transforme Diaval en dragon pour se débarrasser des soldats, mais Stéphane apparaît et s'apprête à tuer Maléfique. Tandis que les deux adversaires se battent, Aurore, de son côté, retrouve les ailes de Maléfique - que Stéphane avait conservées dans une armoire de verre - et les libère ; elles volent jusqu'à Maléfique et réintègrent son corps. La fée s'envole, mais le roi Stéphane s'accroche à elle et tous deux volent jusqu'en haut d'une tour du château. Au terme d'un violent affrontement, le roi Stéphane bascule et tombe du haut de la tour, avant de mourir en s'écrasant en bas.
Aurore, Maléfique, Philippe et Diaval retournent ensemble dans la Lande. Toutes les créatures fêtent leur retour, et, peu de temps après, Aurore est couronnée Reine de la Lande par Maléfique.

## Fiche technique
- Titre original : Maleficent
- Titre français : Maléfique
- Réalisation : Robert Stromberg
- Scénario : Paul Dini et Linda Woolverton d'après certains personnages de La Belle au bois dormant lui-même basé sur le conte de Charles Perrault
- Direction artistique : Dylan Cole et Gary Freeman
- Décors : Frank Walsh
- Costumes : Anna B. Sheppard
- Montage : Chris Lebenzon et Richard Pearson
- Musique :  James Newton Howard
- Photographie : Dean Semler et Michael Coulter (prises de vues additionnelles)
- Son :  James Newton Howard
- Production : Don Hahn et Joe Roth
- Sociétés de production : Moving Picture Company, Roth Films et Walt Disney Pictures
- Sociétés de distribution : Walt Disney Studios Distribution
- Pays d’origine :  États-Unis
- Budget : 180 000 000 USD
- Langue originale : anglais
- Durée : 95 minutes
- Format : Couleurs - 35 mm - 2.35:1 -  Son Dolby numérique
- Genre : fantasy
- Dates de sortie :
  -  Canada et  États-Unis : 30 mai 2014
  -  France : 28 mai 2014
  -  Québec : 29 mai 2014
- Dates de sortie DVD :
  -  Canada et  États-Unis : 4 novembre 2014
  -  France : 22 octobre 2014

## Distribution
- Angelina Jolie (VF : Françoise Cadol ; VQ : Hélène Mondoux) : Maléfique, reine de la Lande (Maleficent en VO)
- Elle Fanning (VF : Lou Lévy ; VQ : Ludivine Reding) : la princesse Aurore, la Belle au bois dormant (Aurora en VO)
- Sam Riley (VF : Xavier Béja ; VQ : Maël Davan-Soulas) : Diaval, le corbeau de Maléfique
- Sharlto Copley (VF : Boris Rehlinger ; VQ : François Sasseville) : le roi Stéphane, le père de la princesse Aurore (Stefan en VO)
- Brenton Thwaites (VF : Arnaud Laurent ; VQ : Xavier Dolan) : le prince Philippe d'Ulsted (Phillip en VO)
- Imelda Staunton (VF : Béatrice Delfe ; VQ : Lisette Dufour) : La fée Hortense (Knotgrass en VO)[1]
- Juno Temple (VF : Leslie Lipkins ; VQ : Kim Jalabert) : La fée Capucine (Thistletwit en VO)[2]
- Lesley Manville (VF : Régine Teyssot ; VQ : Michèle Lituac) : La fée Florette (Flittle en VO)[3]
- Kenneth Cranham (VF : Vincent Grass ; VQ : Sylvain Hétu) : le roi Henri, le père de la princesse Oriane (Henry en VO)
- Hannah New : la princesse puis reine Oriane[4], la mère de la princesse Aurore (Leila en VO)
- Sarah Flind : la femme de chambre de la princesse Oriane
- Ella Purnell et Isobelle Molloy (VF : Clara Quilichini ; VQ : Marguerite D'Amour) : Maléfique jeune
- Vivienne Jolie-Pitt (VQ : Alice Déry) : la princesse Aurore enfant
- Janet McTeer (VF : Juliette Degenne ; VQ : Danièle Panneton) : la princesse Aurore âgée  / la narratrice
- Michael Higgins (VQ : Clifford Leduc-Vaillancourt) : Stéphane jeune
Version française
  - Studio de doublage : Dubbing Brothers
  - Direction artistique : Hervé Bellon
  - Adaptation : Houria Belhadji

Source et légende : Version française (VF) sur RS Doublage et selon le carton de doublage au cinéma ; Version québécoise (VQ) sur Doublage Québec et carton DVD

## Production
Le 16 avril 2014, Disney annonce une exposition et des spectacles de magie par Greg Wilson avant chaque diffusion du film au El Capitan Theatre de Los Angeles du 29 mai au 17 juillet.

## Musique
La bande originale du film a été composée par James Newton Howard et comprend 23 titres dont Once Upon a Dream, interprété par l'interprète Lana Del Rey.
Voici la liste des titres :
Le titre Once Upon a Dream a été révélé le 26 janvier 2014 et est interprété par Lana Del Rey. Pendant la première semaine de parution sur Play Store, le téléchargement de la chanson était libre et gratuit. La chanson est composée de chœurs mélancoliques et d'envolées de violons.

## Accueil

### Critique
La réception aux États-Unis a globalement été moyenne, le film ayant obtenu une moyenne de 56/100 sur le site Metacritic. Si la plupart des critiques ont apprécié la photographie, les effets spéciaux et le personnage d'Angelina Jolie, beaucoup s'accordent à dire que les autres acteurs sont plutôt insignifiants dans ce métrage.
Le film a obtenu de meilleures critiques en France. Le Parisien le décrit comme « destiné à un public familial, multiplie les scènes à couper le souffle – créatures ailées, monstres de la forêt, transformations d'humains en animaux. Sans négliger Angelina Jolie, étonnante de délicatesse… », L'Écran fantastique admet que le film « parvient à renouveler le mécanisme du conte, sans mièvrerie ni trahison, prouvant qu'après quelques hésitations, Disney reste, quoi que l'on en pense, le maître du genre, sans partage. ». Filmsactu le trouve pour sa part « Assez inégal sur le fond, Maléfique est avant toute chose un spectacle visuel de premier ordre ». Mad Movies trouve également que Maléfique est « parfois trop elliptique, desservi par des choix narratifs pas toujours heureux ».

### Box-office
Le 16 juin 2015, les recettes du film s'élèvent à 760 millions d'USD et Disney annonce le développement d'une suite écrite par Linda Woolverton,,,,,.
| Pays ou région | Box-office        | Date d'arrêt du box-office | Nombre de semaines |
| -------------- | ----------------- | -------------------------- | ------------------ |
| États-Unis     | 241 410 378 $,    | 4 décembre 2014            | 27                 |
| France         | 2 046 776 entrées | 19 août 2014               | 12                 |
| Monde          | 758 539 785 $     | 4 décembre 2014            | 27                 |

## Distinctions

### Récompense
- Festival du film de Hollywood 2014 : Hollywood Production Design Award

### Nominations
- Critics' Choice Movie Awards 2015 :
  - Meilleurs costumes pour Anna B. Sheppard
  - Meilleurs maquillages et coiffures
- Oscars du cinéma 2015 : meilleurs costumes pour Anna B. Sheppard et Jane Clive
- Satellite Awards 2015 :
  - Meilleure direction artistique pour Dylan Cole, Frank Walsh et Gary Freeman
  - Meilleurs costumes pour Anna B. Sheppard

## Suite
Le tournage de la suite, réalisée par Joachim Rønning, débute en mai 2018.